# Raphidia ariadne
Raphidia ariadne är en halssländeart som beskrevs av H. Aspöck och U. Aspöck 1964. Raphidia ariadne ingår i släktet Raphidia och familjen ormhalssländor. Inga underarter finns listade i Catalogue of Life.